# Gerard Timoner
Gerard Francisco P. Timoner III (ur. 26 stycznia 1968 w Daet) – filipiński prezbiter katolicki, dominikanin, generał Zakonu Braci Kaznodziejów od 2019.

## Życie zakonne
Gerard Timoner III do zakonu wstąpił w roku 1985. Święcenia kapłańskie przyjął 14 maja 1995. 23 września 2014 papież Franciszek ustanowił go członkiem Międzynarodowej Komisji Teologicznej.
13 lipca 2019 kapituła generalna dominikanów wybrała go na nowego generała Zakonu.